# It's a Wild Life
Pour plus de détails, voir Fiche technique et Distribution.
It's a Wild Life est un film américain réalisé par Gilbert Pratt, sorti en 1918.

## Fiche technique
- Titre : It's a Wild Life
- Réalisation : Gilbert Pratt
- Production : Hal Roach
- Pays de production : États-Unis
- Format : Noir et blanc - 1,33:1 - Film muet
- Genre : comédie
- Date de sortie : 1918

## Distribution
- Harold Lloyd
- Snub Pollard
- Bebe Daniels
- Sammy Brooks
- Bud Jamison
- Dee Lampton
- Gus Leonard
- Marvin Loback
- Belle Mitchell
- Fred C. Newmeyer
- James Parrott
- Nina Sinclair
- Charles Stevenson